# 1932년 전국체육대회 야구
1932년 전국체육대회 야구는 일제강점기 조선 경성부에서 개최된 1932년 전국체육대회의 경기 종목이다. '제13회 전조선야구대회'로 개최되었으며 1932년 6월 16일부터 6월 18일까지 경성운동장 야구장과 휘문고등보통학교 운동장에서 개최되었다.

## 대회 진행
야구 종목은 1932년 6월 16일부터 6월 18일까지 일제강점기 조선 경성부에 있는 경성운동장 야구장과 휘문고등보통학교 운동장에서 개최되었다. 소학부 종목은 7회 경기로 진행되었고, 중학부와 청년부 종목은 9회 경기로 진행되었다. 소학부 종목에서는 공옥보통학교, 재동공립보통학교, 주교공립보통학교, 효창공립보통학교 등 4개 선수단이 참가하여, 공옥보통학교가 결승에서 재동공립보통학교를 상대로 2:1로 이기며 우승했다. 중학부 종목에서는 경신학교, 송도고등보통학교. 중앙고등보통학교, 휘문고등보통학교 등 4개 선수단이 참가하여, 결승에서 중앙고등보통학교가 휘문고등보통학교를 17회 연장까지 가는 승부 끝에 8:3으로 이기며 우승을 달성했다. 청년부 종목에서는 연희전문학교, 월성구락부, 전연희전문 등 3개 선수단이 참가하여, 결승에서 월성구락부가 전연희전문을 상대로 15:5로 이기며 우승을 차지했다.

## 경기 결과

### 소학부
|  | 준결승           | 준결승       |                 |   | 결승 | 결승 |
|  |                  |              |                 |   |      |      |
|  | 6월 16일 - 경성  |              |                 |   |      |      |
|  |                  |              |                 |   |      |      |
|  | 효창공립보통학교 | 6            |                 |   |      |      |
|  | 효창공립보통학교 | 6            | 6월 18일 - 경성 |   |      |      |
|  | 공옥보통학교     | 7            |                 |   |      |      |
|  | 공옥보통학교     | 7            | 공옥보통학교    | 2 |      |      |
|  | 6월 16일 - 경성  |              | 공옥보통학교    | 2 |      |      |
|  |                  | 재동보통학교 | 1               |   |      |      |
|  | 주교공립보통학교 | 재동보통학교 | 1               | 1 |      |      |
|  | 주교공립보통학교 |              |                 | 1 |      |      |
|  | 재동공립보통학교 | 5            |                 |   |      |      |
|  | 재동공립보통학교 | 5            |                 |   |      |      |

### 중학부
|  | 준결승           | 준결승           |                  |    | 결승 | 결승 |
|  |                  |                  |                  |    |      |      |
|  | 6월 17일 - 경성  |                  |                  |    |      |      |
|  |                  |                  |                  |    |      |      |
|  | 송도고등보통학교 | 4                |                  |    |      |      |
|  | 송도고등보통학교 | 4                | 6월 18일 - 경성  |    |      |      |
|  | 중앙고등보통학교 | 18               |                  |    |      |      |
|  | 중앙고등보통학교 | 18               | 중앙고등보통학교 | 15 |      |      |
|  | 6월 17일 - 경성  |                  | 중앙고등보통학교 | 15 |      |      |
|  |                  | 휘문고등보통학교 | 0                |    |      |      |
|  | 휘문고등보통학교 | 휘문고등보통학교 | 0                | 9  |      |      |
|  | 휘문고등보통학교 |                  |                  | 9  |      |      |
|  | 경신학교         | 1                |                  |    |      |      |
|  | 경신학교         | 1                |                  |    |      |      |

### 청년부
|  | 준결승          | 준결승     |                 |   | 결승 | 결승 |
|  |                 |            |                 |   |      |      |
|  | 6월 17일 - 경성 |            |                 |   |      |      |
|  |                 |            |                 |   |      |      |
|  | 연희전문학교    | 패         |                 |   |      |      |
|  | 연희전문학교    | 패         | 6월 18일 - 경성 |   |      |      |
|  | 전연희전문      | 승         |                 |   |      |      |
|  | 전연희전문      | 승         | 전연희전문      | 5 |      |      |
|  |                 |            | 전연희전문      | 5 |      |      |
|  |                 | 월성구락부 | 15              |   |      |      |
|  | 월성구락부      | 월성구락부 | 15              |   |      |      |
|  |                 |            |                 |   |      |      |
|  | 부전승          |            |                 |   |      |      |
|  |                 |            |                 |   |      |      |

## 참고 문헌
- 《대한체육회 50년》. 대한체육회. 1970. 2020년 11월 8일에 원본 문서에서 보존된 문서. 2022년 10월 25일에 확인함.
- 《대한체육회 70년사》. 대한체육회. 1990. 2020년 11월 8일에 원본 문서에서 보존된 문서. 2022년 10월 25일에 확인함.
- 《대한체육회 90년사》. 대한체육회. 2011. 2020년 11월 8일에 원본 문서에서 보존된 문서. 2022년 10월 25일에 확인함.
- 대한체육회 100주년 기념사업부 (2020). 《대한민국 체육 100년》. 대한체육회. 2023년 9월 21일에 원본 문서에서 보존된 문서. 2022년 10월 25일에 확인함.
- “제13회 전국체육대회 야구 소학부 경기 결과”. 대한체육회.
- “제13회 전국체육대회 야구 중학부 경기 결과”. 대한체육회.
- “제13회 전국체육대회 야구 청년부 경기 결과”. 대한체육회.
- “參加期切迫(참가기절박)한 全朝鮮野球(전조선야구)”. 동아일보. 1932년 6월 11일.
- “朝鮮體育會主催(조선체육회주최), 本社後援(본사후원) 全朝鮮野球大會(전조선야구대회) 十一團體(십일단체)가參加(참가)”. 동아일보. 1932년 6월 14일.
- “來明日(내명일)로迫頭(박두)한 全朝鮮野球(전조선야구)와拳鬪(권투)”. 동아일보. 1932년 6월 15일.
- “朝鮮體育會主催(조선체육회주최),本社後援(본사후원) 明日(명일)부터開幕(개막)될 全朝鮮野球大會(전조선야구대회)”. 동아일보. 1932년 6월 16일.
- “朝鮮體育會主催(조선체육회주최),本社後援(본사후원) 興味(흥미)를高調(고조)시킬 明日(명일)의野球對陣(야구대진)”. 동아일보. 1932년 6월 17일.
- “明日(명일)의野球(야구)와拳鬪(권투)”. 동아일보. 1932년 6월 17일.
- “全朝鮮野球大會(전조선야구대회)”. 동아일보. 1932년 6월 18일.
- “明日運動(명일운동)”. 동아일보. 1932년 6월 18일.
- “朝鮮體育會主催(조선체육회주최),本社後援(본사후원) 滿都球家(만도구가)의人氣(인기) 明日决勝(명일결승)에集中(집중)”. 동아일보. 1932년 6월 18일.
- “學童(학동)의意氣(의기)로 開幕(개막)된野球(야구)”. 동아일보. 1932년 6월 18일.
- “朝鮮體育會主催(조선체육회주최),本社後援(본사후원) 决勝(결승)에남은六雄(육웅) 最後榮譽(최후영예)의接戰(접전)”. 동아일보. 1932년 6월 19일.
- “靑年團(청년단)에는月城軍(월성군) 中學團(중학단)은中央高普(중앙고보)”. 동아일보. 1932년 6월 20일.